# إلين إليزابيث فيرنر
إلين إليزابيث فيرنر (بالإنجليزية: Ellen Elizabeth Ferner)‏ هي مصورة نيوزيلندية، ولدت في 13 سبتمبر 1869 في أوكلاند في نيوزيلندا، وتوفيت في 3 نوفمبر 1930 في Remuera ‏ في نيوزيلندا.